# Michael Romancov
Michael Romancov (* 19. prosince 1969 Praha) je český politický geograf, pedagog a publicista. Zaměřuje se na geopolitiku, historii mezinárodních vztahů, Rusko, Blízký východ a Afriku.
Od roku 2012 působí v akademické radě konzervativního think tanku TOPAZ, který založila politická strana TOP 09.

## Vzdělání a akademické působení
Je absolventem Pedagogické fakulty, Filozofické fakulty a Fakulty sociálních věd Univerzity Karlovy. Od roku 1998 na Univerzitě Karlově taktéž vyučuje, konkrétně na Fakultě sociálních věd, v Institutu politologických studií. Dále působí od roku 2005 na Metropolitní univerzitě Praha. V letech 2001–2007 přednášel na Západočeské univerzitě (Katedra politologie a mezinárodních vztahů). Kromě češtiny hovoří i anglicky a rusky.

## Osobní život
Jeho dědeček pocházel z Ruska, z kozácké rodiny, do Československa přišel v roce 1922. Rozporuplné dojmy z návštěv Moskvy a USA (do USA emigrovali jeho druzí prarodiče), uvádí Romancov jako zásadní zážitek bipolárního světa v době studené války a nazývá je svou „bipolární poruchou“.
Jeho manželkou je Eva Romancovová, právnička a provozní ředitelka Deníku N. V minulosti působila na Ministerstvu vnitra jako koordinátorka Centra proti terorismu a hybridním hrozbám.

## Publikační činnost
Knihy (autor, spoluautor):
- Evropské politické a ekonomické instituce (2002)
- Mezinárodní organizace (2011)
- Proč jsme Západ? (2016)
- Vytěsněná Evropa? Kontexty a perspektivy evropské východní otázky (2020)
- Námořní slepota (2022)

Kromě knih a akademické publikační činnosti píše pravidelně politologické komentáře pro tištěná i online periodika (Deník N, Hospodářské noviny, E15…) a je hostem v rozhlasových i televizních debatách.
Od prosince 2023 má na online verzi Deníku N podcast Romancov & spol.